# Кайана (аэропорт)
Аэропорт Кайана (англ. Bob Baker Memorial Airport), (ИАТА: IAN, ИКАО: PAIK, FAA LID: IAN), также известный, как Аэропорт имени Боба Бейкера, — государственный гражданский аэропорт, расположенный в двух километрах к северу от центрального делового района города Кайана (Аляска), США. Аэропорт находится в собственности штата Аляска.

## Операционная деятельность
Аэропорт имени Боба Бейкера расположен на высоте 51 метров над уровнем моря и эксплуатирует одну взлётно-посадочную полосу:
- 6/24 размерами 1036 x 30 метров с гравийным покрытием.[1]